# Sir Michu
Sir Michu, właśc. Michał Kożuchowski (ur. 1982 w Iławie) – polski kompozytor, multiinstrumentalista, producent muzyczny, inżynier dźwięku i wokalista. Wieloletni współpracownik Jacka „Tedego” Granieckiego.
Współpracował z takimi wykonawcami, jak Rymoplastykon, Marina Łuczenko, Te-Tris, Wdowa, Zawodnik, Warszafski Deszcz, Numer Raz, Marika, Pablopavo, Mona, Vavamuffin, Ten Typ Mes, B.R.O, Bracia Figo Fagot, PlanBe, Mata, Kali oraz DJ Frodo.

## Biografia
Absolwent Państwowej Szkoły Muzycznej I stopnia w Iławie w klasie trąbki i fortepianu. Członek zespołów Eurobiznes, Jama Zła i Potwierdzone Info. Współtworzył także trio wraz z Tede i DJ-em Tuniziano. Pewną popularność Kożuchowski zyskał jako producent solowych nagrań Tedego. Muzyk zrealizował m.in. takie płyty rapera jak: FuckTede/Glam Rap (2010), Notes 3D (2010) oraz Elliminati (2013). Na wymienionych albumach znalazły się także partie wokalne Sir Micha.

## Dyskografia
Albumy studyjne
| Rok  | Tytuł | Najwyższa pozycja na liście | Sprzedaż       | Certyfikat                 |
| Rok  | Tytuł | POL                         | Sprzedaż       | Certyfikat                 |
| ---- | --- | --------------------------- | -------------- | -------------------------- |
| 2013 | Elliminati (oraz Tede) - Data: 22 marca 2013 - Wydawca: Wielkie Joł, JAWI - Format: CD, digital download                 | 2                           | - POL: 15 000+ | - ZPAV: złota płyta        |
| 2014 | #kurt_rolson (oraz Tede) - Data: 17 maja 2014 - Wydawca: Wielkie Joł, JAWI - Format: CD, digital download                | 3                           | - POL: 15 000+ | - ZPAV: złota płyta        |
| 2015 | [VHS]Vanillahajs (oraz Tede) - Data: 18 czerwca 2015 - Wydawca: Wielkie Joł, My Music - Format: CD, LP, digital download | 1                           | - POL: 80 000+ | - ZPAV: 2× platynowa płyta |
| 2016 | Keptn' (oraz Tede) - Data: 2 grudnia 2016 - Wydawca: Wielkie Joł, My Music - Format: CD, digital download                | 1                           | - POL: 25 000+ | - ZPAV: złota płyta        |
| 2017 | Skrrrt (oraz Tede) - Data: 23 czerwca 2017 - Wydawca: Wielkie Joł, My Music - Format: CD, digital download               | 1                           | - POL: 15 000+ | - ZPAV: złota płyta        |
| 2018 | Noji? (oraz Tede) - Data: 15 czerwca 2018 - Wydawca: Wielkie Joł, My Music - Format: CD, digital download                | 2                           |                |                            |
| 2019 | Karmagedon (oraz Tede) - Data: 9 maja 2019 - Wydawca: Wielkie Joł, Asfalt Records - Format: CD, digital download         | 1                           | - POL: 15 000+ | - ZPAV: złota płyta        |
| 2020 | Disco Noir (oraz Tede) - Data: 4 czerwca 2020 - Wydawca: Wielkie Joł, Asfalt Records - Format: CD, digital download      | 1                           |                |                            |
| 2021 | Ka$ablanca (oraz Tede) - Data: 18 czerwca 2021 - Wydawca: Wielkie Joł, Asfalt Records - Format: CD, digital download     | 1                           |                |                            |

Mixtape’y
| Tytuł                              | Dane dot. albumu                               |
| ---------------------------------- | ---------------------------------------------- |
| A/H24N2 (oraz Tede i DJ Tuniziano) | - Data: 24 grudnia 2009 - Wydawca: Wielkie Joł |

Inne
| Album                                      | Rok  | Uwagi                                                                                       | Źródło |
| ------------------------------------------ | ---- | ------------------------------------------------------------------------------------------- | ------ |
| SummerJam 2007 (kompilacja)                | 2007 | produkcja utworów „Prawdziwy balet” i „Stay”                                                | [ 33 ] |
| Zawodnik – Pierwszy sort                   | 2009 | produkcja, miksowanie, wokal                                                                | [ 34 ] |
| Jama Zła – Poruchafszy... (mixtape)        | 2009 | członek zespołu                                                                             | [ 35 ] |
| Warszafski Deszcz – Powrócifszy...         | 2009 | produkcja utworów „Już od '99 płynę” i „Kolejny rajd (tu i tam)”                            | [ 36 ] |
| Te-Tris – Dwuznacznie                      | 2009 | instrumenty klawiszowe                                                                      | [ 37 ] |
| DJ Tuniziano – Polski blender              | 2009 | gościnny udział w utworze „Kabaty forest”                                                   | [ 38 ] |
| Mona – Eksperyment: kobieta                | 2009 | miksowanie, mastering, inżynieria dźwięku, produkcja                                        | [ 39 ] |
| Blow – Jeśli czujesz                       | 2010 | trąbka w utworze „Zielone oczy”                                                             | [ 40 ] |
| Marika – Put Your Shoes On / Off           | 2010 | remiks utworu „Girlzz”                                                                      | [ 41 ] |
| Vavamuffin – Mo’ Better Rootz              | 2010 | skrzydłówka w utworze „Daj mi to” oraz trąbka w utworach „Nowy dzień” i „Drug Squad Collie” | [ 42 ] |
| Wdowa – Superextra                         | 2010 | trąbka, instrumenty klawiszowe                                                              | [ 43 ] |
| Grube jointy 2: karani za nic (kompilacja) | 2011 | produkcja utworów „Przerwa na jointa 1" i „Zielono mi”                                      | [ 44 ] |
| DwaZera – Płyta z czarnych płyt            | 2011 | trąbka w utworze „Może za jakiś czas”                                                       | [ 45 ] |
| DJ Buhh – Droga do odkupienia              | 2012 | produkcja utworów „Robię dalej”, „Syn marnotrawny”, „XXL” i „Mama ma mama da”               | [ 46 ] |
| B.R.O – High School                        | 2013 | produkcja utworu „Zabójcza B.R.Oń”                                                          | [ 47 ] |
| Kfiat – Człowiek orkiestra                 | 2013 | instrumenty klawiszowe w utworze „Po pierwsze po drugie”                                    | [ 48 ] |
| Małach, Rufuz – Oryginał                   | 2014 | produkcja utworu „Przestroga”                                                               | [ 49 ] |
| Pawbeats – Utopia                          | 2014 | trąbka w utworze „To tylko muzyka”                                                          | [ 50 ] |
| Abel – Ostatni sarmata                     | 2014 | mastering                                                                                   | [ 51 ] |
| Diox – 7 minut po śmierci                  | 2014 | produkcja, miksowanie, realizacja nagrań, mastering                                         | [ 52 ] |

## Nagrody i wyróżnienia
| Rok  | Kategoria          | Tytułem     | Nagroda        | Nota      | Źródło |
| ---- | ------------------ | ----------- | -------------- | --------- | ------ |
| 2015 | Producent roku     | Sir Michu   | Sztosy 2014    | Laur      | [ 53 ] |
| 2015 | Album roku hip-hop | Kurt Rolson | Fryderyki 2015 | Nominacja | [ 54 ] |
| 2016 | Album roku hip-hop | Vanillahajs | Fryderyki 2016 | Nominacja | [ 55 ] |